# Acélszürke galambgomba
Az acélszürke galambgomba (Russula medullata) az Agaricomycetes osztályának galambgomba-alkatúak (Russulales) rendjébe, ezen belül a galambgombafélék (Russulaceae) családjába tartozó, Európában elterjedt, lomberdőkben élő, ehető gombafaj.

## Megjelenése

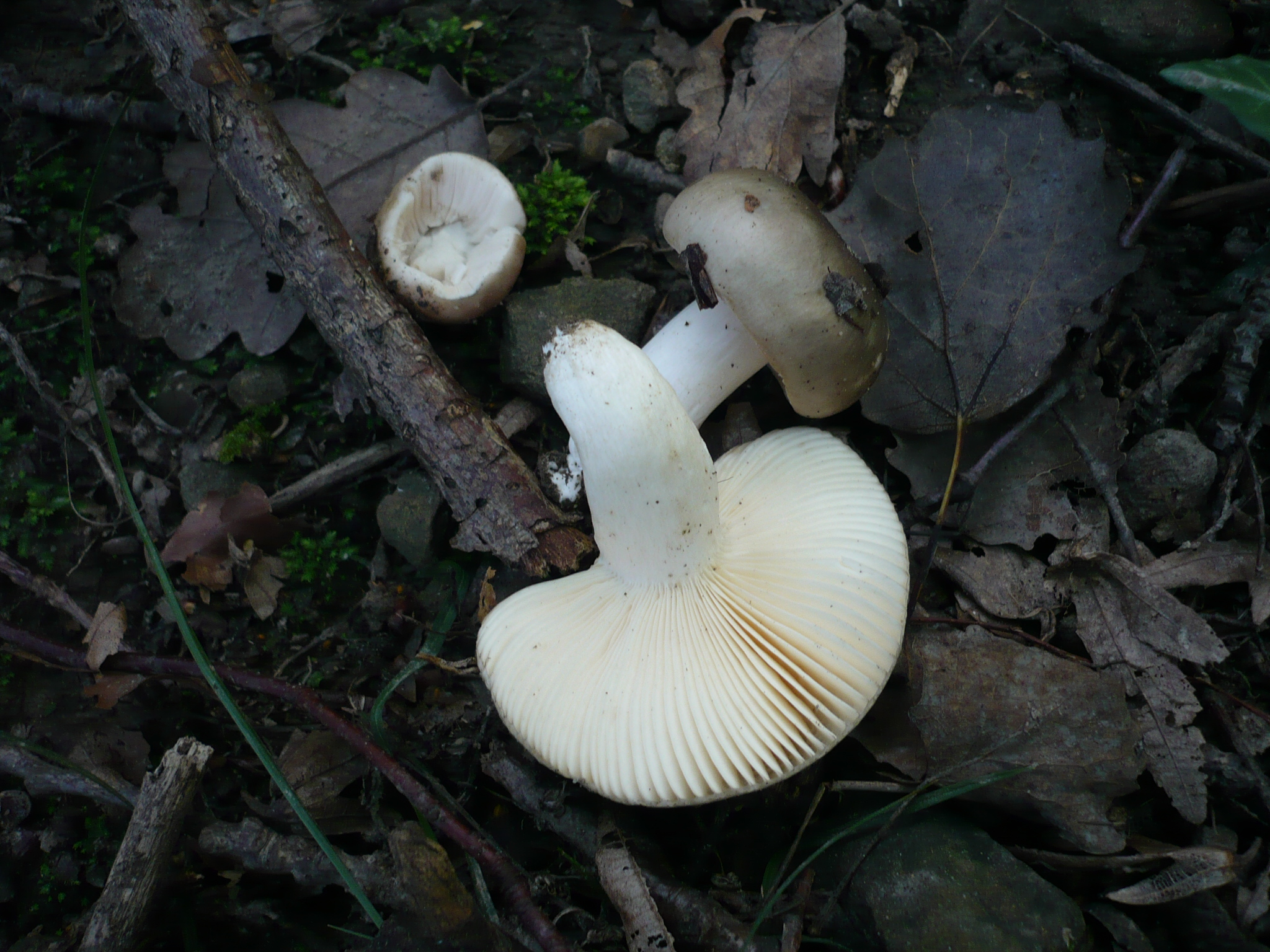

Az acélszürke galambgomba kalapja 5–12 cm átmérőjű, fiatalon félgömbölyű formájú, amely hamar kiterül; közepe kissé bemélyedő. Felszíne sima, tapadós, szárazon fényes; rajta rásimuló, sugárirányú, finom szálak láthatók. Színe alapvetően acélszürke, amely  kékesszürkével, zöldesszürkével, gyöngyszürkével, lilásszürkével keveredhet. Árnyalata csaknem a feketéig mélyülhet, vagy fehéresszürkére fakulhat; rajta okkeres, szürkésbarnás fakó foltokkal. Húsa kemény, merev, 2 cm vastag is lehet. Színe fehér, szaga nem jellemző vagy kissé gyümölcsös; íze nem jellemző, az idősebb példányok lemezei kissé csípősek.
Fiatalon sűrű elhelyezkedésű, később kissé távolálló lemezei kezdetben fehéres krémszínűek, idősen fakósárgák lesznek. Spórapora halvány okkersárga. Spórái ellipszis alakúak, kissé rücskös felszínűek, 6,5–8,5 x 5,5–6,5 mikrométeresek.
Tönkje 10 cm magas és 3 cm vastag. Fiatalon tömör, de hamar üregessé válik. Színe öregen fakószürkés, okkeres, barnás foltokkal.

### Hasonló fajok
Kalapja színárnyalatától függően más galambgombákkal lehet összetéveszteni (pl. vöröstönkű galambgomba, kékhátú galambgomba, fűzöld galambgomba). 

## Elterjedése és termőhelye
Európai elterjedtségű faj, viszonylag ritka. Hegyvidéki erdőkben él, inkább a patakpartok nyirkos, savanyú talaján, főleg nyárfa és nyírfa, ritkábban bükk, gyertyán vagy tölgy alatt; a fákkal gyökérkapcsoltságot alakít ki. Júniustól októberig terem.
Ehető gomba.